# Посохін Михайло Васильович
Михайло Васильович Посохін (13 грудня 1910, місто Томськ, тепер Російська Федерація — 22 січня 1989, місто Москва, тепер Російська Федерація) — радянський діяч, головний архітектор Москви, заступник голови Державного комітету у справах будівництва (Держбуду СРСР) — міністр СРСР. Член-кореспондент Академії архітектури СРСР (1950—1955), Академії будівництва та архітектури (1956—1963). Дійсний член, член Президії, академік-секретар Відділення архітектури та монументального мистецтва Академії мистецтв СРСР (з 1979 року). Депутат Верховної Ради СРСР 6—9-го скликань.

## Життєпис
Народився в міщанській родині. Батько, Василь Михайлович, працював у друкарні, мати, Марія Олександрівна — в бібліотеці.
Після закінчення середньої школи в 1927 році записався вільним слухачем в Сибірський технологічний інститут, паралельно відвідував творчу студію художника Вадима Мізерова і працював учнем декоратора в Томському драматичному театрі. У 1928 році був театральним декоратором у місті Барнаулі.
З 1928 року працював на будівництві Кузнецького металургійного заводу: старший робітник топографо-геодезичної партії, молодший технік, в.о. архітектор проєктного відділу. Одночасно навчався в навчальному комбінаті «Кузнецькбуду» і в 1931 році отримав диплом цивільного інженера.
У 1935 році переїхав до Москви, щоб вступити до майстерні Олексія Щусєва в Московський архітектурний інститут, закінчив інститут екстерном за три роки, в 1938. Одночасно в 1935—1941 роках — архітектор Управління проєктування в Москві.
У 1941—1944 роках — архітектор Архітектурно-планувального управління Москви.
З 1944 року — в Управлінні архітектури Москви: архітектор (1944—1947), начальник майстерні тресту «Моспроєкт» (1947—1949), головний архітектор управління (1949—1951).
З 1951 року — в Архітектурно-планувальному управлінні Москви: керівник майстерні № 9 інституту «Моспроєкт» (1951—1960), одночасно заступник начальника (1950—1955) і начальник управління (1960—1961).
Член КПРС з 1961 року.
У 1961—1963 роках — начальник Головного архітектурно-планувального управління виконавчого комітету Московської міської ради депутатів трудящих. Одночасно в 1960—1980 роках — головний архітектор міста Москви.
У січні 1963 — серпні 1967 року — голова Державного комітету із цивільного будівництва та архітектури при Держбуді СРСР.
Одночасно в січні — березні 1963 року — заступник голови Державного комітету Ради міністрів СРСР у справах будівництва — міністр СРСР.
У березні 1963 — жовтні 1965 року — заступник голови Державного комітету у справах будівництва (Держбуду СРСР) — міністр СРСР.
У 1967—1980 роках — начальник, у 1980—1982 роках — перший заступник начальника Головного архітектурно-планувального управління виконавчого комітету Московської міської ради депутатів трудящих.
Одночасно з 1967 до 1975 року викладав архітектурне проєктування в Московському архітектурному інституті. В Академії мистецтв СРСР відкрив факультет архітектури. Член Спілки архітекторів СРСР. 1978 року обраний Почесним членом Американського інституту архітекторів.
Помер 22 січня 1989 року в Москві. Похований на Ваганьковському цвинтарі Москви.

## Нагороди
- орден Леніна
- чотири ордени Трудового Червоного Прапора
- орден Дружби народів
- орден «Знак Пошани»
- медаль «За доблесну працю у Великій Вітчизняній війні 1941—1945 рр.» (1945)
- медалі
- Сталінська премія ІІ ст. (1949)
- Ленінська премія (1962)
- Державна премія СРСР (1980)
- Народний архітектор СРСР (1970)